# Valinor Két Fája
J. R. R. Tolkien világában Valinor Két fája: Telperion és Laurelin, a fény forrásai a Fák éveiben. Az előbbi ezüstösen, az utóbbi pedig arany színben ragyogott. 
|  | Alább a cselekmény részletei következnek! |

Valinor királyság legszebb városa Valmar nyugati kapujánál egy zöld domb emelkedett, melyet Ezelloharnak neveztek. Yavanna megszentelete e dombot és nagy erejű dalt dalolt, s a dombon két facsemete kezdett növekedni, majd virágba borulni – így született meg Valinor Két Fája. Telperion sötétzöld leveleinek alja ezüstösen ragyogott, s számtalan virágának mindegyikéből ezüstharmatot permetezett alá. Laurelin levelei halványzöldek voltak, csillogó aranyszegéllyel, sárga lángú virágainak kelyhéből aranyeső záporozott a földre, meleget és ragyogó fény árasztott. A két fa egymást váltva hét óra virágzott ki és halványult el ismét, így Valinorban minden nap kétszer jött el az a csöndes óra, amikor a két fa halovány ezüst és arany sugarai összevegyültek. A fák születésével kezdődtek az Áldott Napok és az Időszámítás Valinorban.
Sokáig éltek a valák békességben a Fák fényében, míg egész Középföldén csupán távoli csillagok halovány fénye világított. Ezért Varda nagy munkába kezdett, összegyűjtötte Telperion ezüstös harmatát és abból fényes csillagokat teremtett. Sokat összegyűjtött a régebbi csillagok közül is és kirakta az égre a végzet jelét, Valacircát, a hét hatalmas csillagból formált koronát, a Valák Sarlóját. Úgy mondják, hogy amikor először ért a földre e csillagok fénye, akkor ébredtek fel a Föld Gyermekei, Ilúvatar elsőszülöttei, a tündék.
A valák féltették a tündéket Középfölde homályától és Melkor árnyékától, így Valinorba hívták őket, hogy ott éljenek velük a Fák fényében örökkön-örökké. Finwë fia Fëanor szerette volna megőrizni elpusztíthatatlanul a Fák fényét, és ezért fáradságos munkával elkészítette a szilmarilokat. A három szilmaril olyan volt, mint három nagy ékkő, melyeknek belső tüzét Fëanor Valinor Fáinak kevert fényéből alkotta.
Melkor hazugsággal, gonosz suttogással viszályt szított a noldák között, megmérgezve Valinor békéjét. Majd Avatharba ment, és onnan Ungoliant segítségével fekete felhőként Ezellohar zöld dombjához sietett. Ungoliant sötétsége egészen a Fák gyökeréig hatolt, Melkor pedig fekete lándzsáját a Fák szívéig döfte, s azok elsorvadtak – Valinort elborította a teljes Sötétség. Később Melkor, akit Fëanor megátkozva Morgothnak nevezett, megszerezte a szilmarilokat is, melyeket a Világ Királyaként  vaskoronáján viselt.
Manwe parancsára Yavanna és Nienna minden erejüket a Fák gyógyításának szentelték, Telperion egyik csupasz ágán egy ezüstvirág nyílott, Laurelin pedig egy aranygyümölcsöt termett. Ezután a Fák meghaltak, de ma is ott állnak Valinorban, emlékeztetve az elveszett boldogságra.
A virágot és a gyümölcsöt tartókba helyezték, majd a valák Vardának adták őket, hogy azok legyenek az égbolt lámpásai. Fénylő Isilnek nevezték a Telperion virágából készült Holdat, és Tűzarany Anarnak a Napot, Laurelin gyümölcsét.
|  | Itt a vége a cselekmény részletezésének! |